# فرنكو باشا
فرنكو باشا أو فرنقو باشا هو سياسي وإداري عُثماني حلبيّ الأصل. اسمه الأصلي نصر الله الكوسا، ويُقال له نصر الله فرنكو باشا ونصري فرنكو باشا.
عيَّنه الباب العالي مُتصرِّفًا على جبل لُبنان خلفًا لداود باشا بالاتفاق مع الدول الأوروپيَّة الخمس التي وضعت نظام المُتصرِّفيَّة مع السلطنة العُثمانيَّة، وهي: الإمبراطوريَّة الفرنسيَّة والمملكة المُتَّحدة والإمبراطوريَّة الروسيَّة ومملكة بروسيا والإمبراطوريَّة النمساويَّة. وتقرَّر أن يتولَّى لعشر سنوات، لكنَّهُ تُوفي قبل أن يُتمَّها.
ساد الهُدُوء والاستقرار في عهده، وأحبَّهُ أهل الجبل لعدله ونزاهته وتواضُعه، ولأنَّهُ قام بأعمالٍ مُفيدةٍ للبلاد، فأنشأ المدارس وحرَّج الأراضي الجرداء وأوفد فريقًا من الشباب إلى أوروپَّا لإتمام دُرُوسهم العُليا، وطوَّر الصناعة، وأبدى حماسًا واستعدادًا لتزويد مدينة بيروت بحاجتها من المياه المجرورة من نهر الكلب.
أخذ عليه الناس تنازله عن ضريبة البقاع للحُكُومة العُثمانيَّة، فحرم خزينة الجبل من هذا المورد المالي المُهم، واضطرَّ إلى تخفيض رواتب المُوظَّفين بمقدار عشرة بالمائة لإيجاد التوازن في الموازنة، فأدَّى ذلك إلى انتشار الرشوة بين المُوظَّفين. وقيل أنَّهُ كان ضعيف الشخصيَّة عكس سلفه، لكنَّهُ حاول رُغم ذلك حل مسألة الزعيم يُوسُف بك كرم الذي غادر جبل لُبنان إلى أوروپَّا خلال عهد داود باشا اعتراضًا على تعيين حاكمٍ أجنبي للجبل، فاتصل به فرنكو باشا مُؤكدًا له أنَّهُ سيعمل على إرجاعه إلى بلاده، إلَّا أنَّ كرم رفض ذلك مُفضلًا التريُّث والبقاء في الغرب.
توُفي فرنكو باشا في بيروت سنة 1873م، فنُقل إلى بلدة الحازميَّة حيثُ دُفن بناءً على وصيَّته، وعُرف قبره والمحلَّة مُنذ ذلك الحين بـ«قبر الباشا».